# Sébastien Fournier
Sébastien Fournier (Nendaz, Wallis kanton, 1971. június 27. –) svájci válogatott labdarúgó, edző.
A svájci válogatott tagjaként részt vett az 1994-es világbajnokságon és az 1996-os Európa-bajnokságon.

## Sikerei, díjai
Sion
- Svájci bajnok (1): 1991–92
- Svájci kupa (3): 1990–91, 1994–95, 1995–96

Servette
- Svájci bajnok (1): 1998–99
- Svájci kupa (1): 2000–01

VfB Stuttgart
- Német kupa (1): 1996–97